# Clifford Darling
Sir Clifford Darling GCVO (* 6. Februar 1922 auf Acklins; † 27. Dezember 2011 in Nassau, New Providence) war ein bahamesischer Politiker (Progressive Liberal Party).

## Leben
Vor seiner politischen Karriere arbeitete Darling als Taxifahrer. Des Weiteren war er acht Jahre Generalsekretär der Bahamas Taxicab union sowie 10 Jahre deren Präsident. Als Gewerkschaftspräsident setzte er sich für die bessere Behandlung der Taxifahrer von Seiten der Hotels ein. Im Jahr 1957 ließ er den Flughafen der Bahamas blockieren bzw. schließen. Im Januar 1958 folgte ein Generalstreik.
Von Januar 1964 bis Januar 1967 saß Darling im Senat. Danach gehörte er ab Januar 1967 dem House of Assembly an. Als Minister of Labour and National Insurance führte er am 7. Oktober 1974 das National Insurance programme ein. 1977 erfolgte seine Wahl zum Vorsitzenden (Speaker) des House of Assembly. Im selben Jahr wurde er von Königin Elisabeth II. zum Ritter geschlagen. Am 13. November 1991 trat er als Vorsitzender des House of Assembly zurück. Der derzeitige Generalgouverneur der Bahamas, Henry Milton Taylor, hatte vor nach dem 1. Januar 1992 in den Ruhestand zu gehen. Darling sollte sein Nachfolger werden. Am 2. Januar 1992 legte er seinen Amtseid ab. Er bekleidete dieses Amt bis zum 2. Januar 1995.
Darling war zweimal verheiratet und hatte sieben Kinder. Er starb am 27. Dezember 2011 im Princess Margaret Hospital in Nassau nach langer Krankheit.